# 长泰广场
长泰广场，又名长泰商业广场、长泰国际广场，全称为长泰国际商业广场，是位于中华人民共和国上海市浦东新区祖冲之路的一座超级商业综合体。2018年被纳入"上海市3A级旅游景区"名录。

## 简介
长泰广场占地面积8.3万余平方米，总建筑面积32万平方米。其中商业面积220000平米，办公面积97899.67平方米。由美国捷得建筑师事务所和上海新外建共同合作设计，其中地上建筑面积164,627.8平方米，地下建筑面积147,132.6平方米。整个项目由五栋11层的办公塔楼，2-4层的商业广场和2层地下室组成，其中地下一层为商业广场及非机动车停车场，地下二层为机动车停车场和人防工程等。

## 入驻商家
- 星巴克
- 太平洋咖啡
- 麦当劳
- 哈根达斯
- H&M
- 棒约翰
- MINISO
- 盒马鲜生
- LEGO
- 中国移动
- 全家便利商店

## 交通
- 上海轨道交通2号线（金科路站）
- 636路
- 1046路
- 浦东12路
- 浦东58路
- 1029环路